# Daniela Vega
Daniela Vega (castellà: Daniela Vega Hernández)  (San Miguel, 3 de juny de 1989), de nom complet Daniela Vega Hernández, és una actriu i cantant lírica xilena. Ha rebut aclamació de la crítica per la seva actuació protagonista a Una mujer fantástica (2017), dirigida per Sebastián Lelio, la primera pel·lícula xilena a guanyar el premi Oscar a la millor pel·lícula de parla no anglesa. Ha estat també la primera dona transgènere a ser presentadora dels Premis Oscar. A l'abril de 2018 va ser triada per la Revista Time una de les cent personalitats més influents del món.

## Biografia

### Primers anys
Daniela Vega va néixer a la comuna de San Miguel, a la ciutat de Santiago. És la filla gran d'Igor Vega, propietari d'una impremta, i Sandra Hernández, una mestressa de casa. Al poc temps de néixer, la seva família es va mudar a la comuna de Ñuñoa, on va néixer el seu germà Nicolás. A l'edat de vuit anys, una de les seves professores va descobrir el seu talent per al cant líric, per la qual cosa va començar a actuar en petites produccions a Santiago, la qual cosa va determinar el seu gust per les arts. Durant la seva infància, va sofrir diversos episodis de discriminació en el seu pas per l'educació primària i secundària, a causa de la seva feminitat.
Als 15 anys, Vega es va identificar com dona transgènere davant la seva família, que la va secundar immediatament. Després de finalitzar la secundària, Daniela va començar a guanyar-se la vida com a estilista en un saló de bellesa i durant els seus temps lliures, i malgrat mancar d'estudis formals, va començar a involucrar-se en l'ambient artístic local.

### Carrera

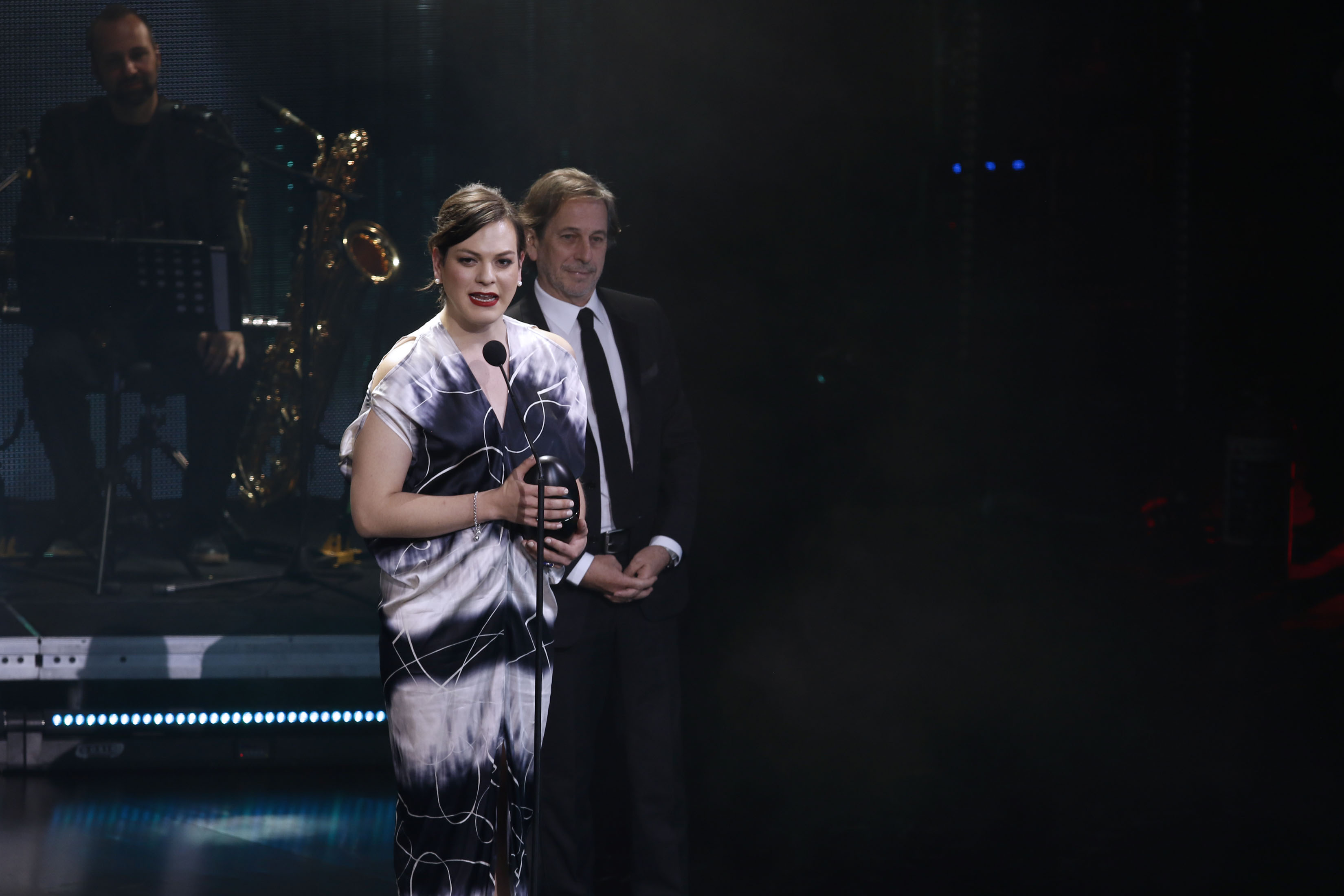
Daniela Vega rep el Premi Fénix 2017 com a millor actriu per Una mujer fantástica, Mèxic, 6 de desembre de 2017.

Després d'haver tingut algunes experiències prèvies en instàncies teatrals universitàries, en 2011 va protagonitzar el muntatge de La mujer mariposa, biodrama de una transfiguración, de Martín de la Parra, obra en format de gabinet basada parcialment en la seva vida, la qual es va mantenir cinc anys en cartellera a diversos teatres xilens. Allí també va tenir l'oportunitat de cantar òpera i ser descoberta per al cinema.
En 2014 va adquirir notorietat quan va participar al videoclip de la cançó «María» de Manuel García. Aquest mateix any va tenir el seu debut cinematogràfic en La visita, dirigida per Mauricio López Fernández, labor que li va permetre viatjar per diversos festivals de cinema en el món i li va atorgar els seus primers guardons internacionals com a actriu de cinema. Sense abandonar el seu treball en les taules, en 2016 va participar en el muntatge de Migrantes, obra amb actors, ballarins, i cantants sobre el tema de la migració com «un trànsit corporal, polític, sexual, poètic i d'edat», composta i dirigida per Sebastián de la Costa, Rodrigo Leal i Cristián Reyes,, muntatge que va tenir una segona temporada en 2017.

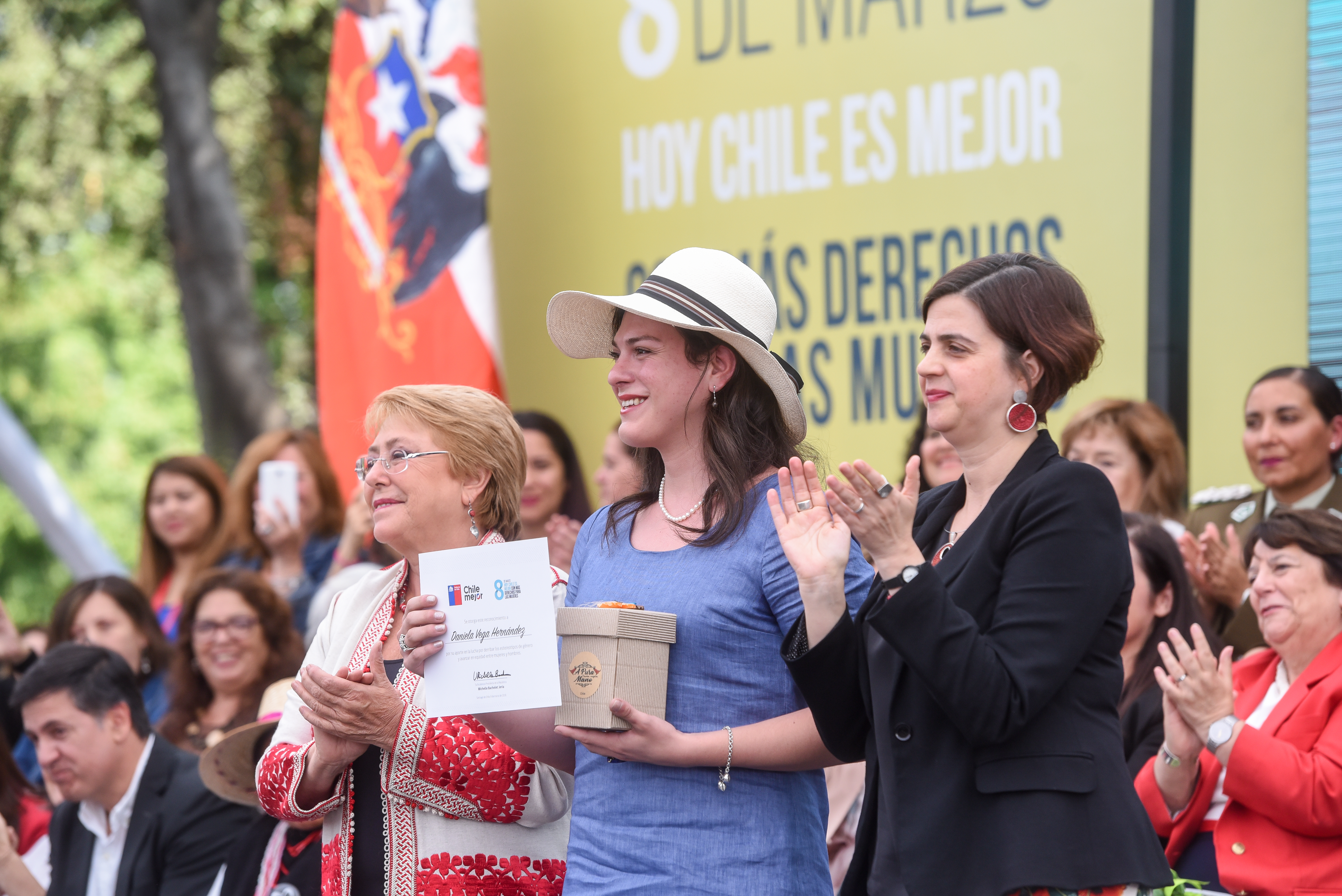
Daniela Vega, al costat de la llavors presidenta de Xile Michelle Bachelet i la ministra de la Dona i l'Equitat de Gènere Claudia Pascual en la commemoració del Dia Internacional de la Dona a la comuna El Prado, 8 de març de 2018.

En 2017 va protagonitzar la pel·lícula xilena Una mujer fantástica, a la producció de la qual va arribar com a assessora cultural com a part del procés creatiu, però finalment el director Sebastián Lelio li va oferir el paper a ella. La pel·lícula es va estrenar al 67è Festival Internacional de Cinema de Berlín i va rebre aclamació de la crítica, sobretot per la seva actuació.
El reconeixement a la qualitat de la seva interpretació en aquesta pel·lícula va provocar forts rumors en els mitjans sobre una merescuda nominació a l'Oscar com a millor actriu, fins i tot alguns d'ells recomanaven fermament que així fos.
El 16 de febrer de 2018, va ser seleccionada en la llista de presentadors en la 90a cerimònia de lliurament dels Premis Oscar el 4 de març de 2018, convertint-se en la primera persona transgènere en la història de l'Oscar a tenir aquesta distinció.
En 2018 es va confirmar la seva participació en dues sèries de televisió: La jauría, telesèrie xilena amb temàtica sobre delictes de gènere, dirigida per l'argentina Lucía Puenzo (Wakolda), i produïda per Fábula, TVN, i la britànica Fremantle per Netflix; i la producció estatunidenca Tales of the City de Netflix, puesta al día de la original de 1993, posada al dia de l'original de 1993, protagonitzada novament per Laura Linney i Olympia Dukakis.

## Filmografia

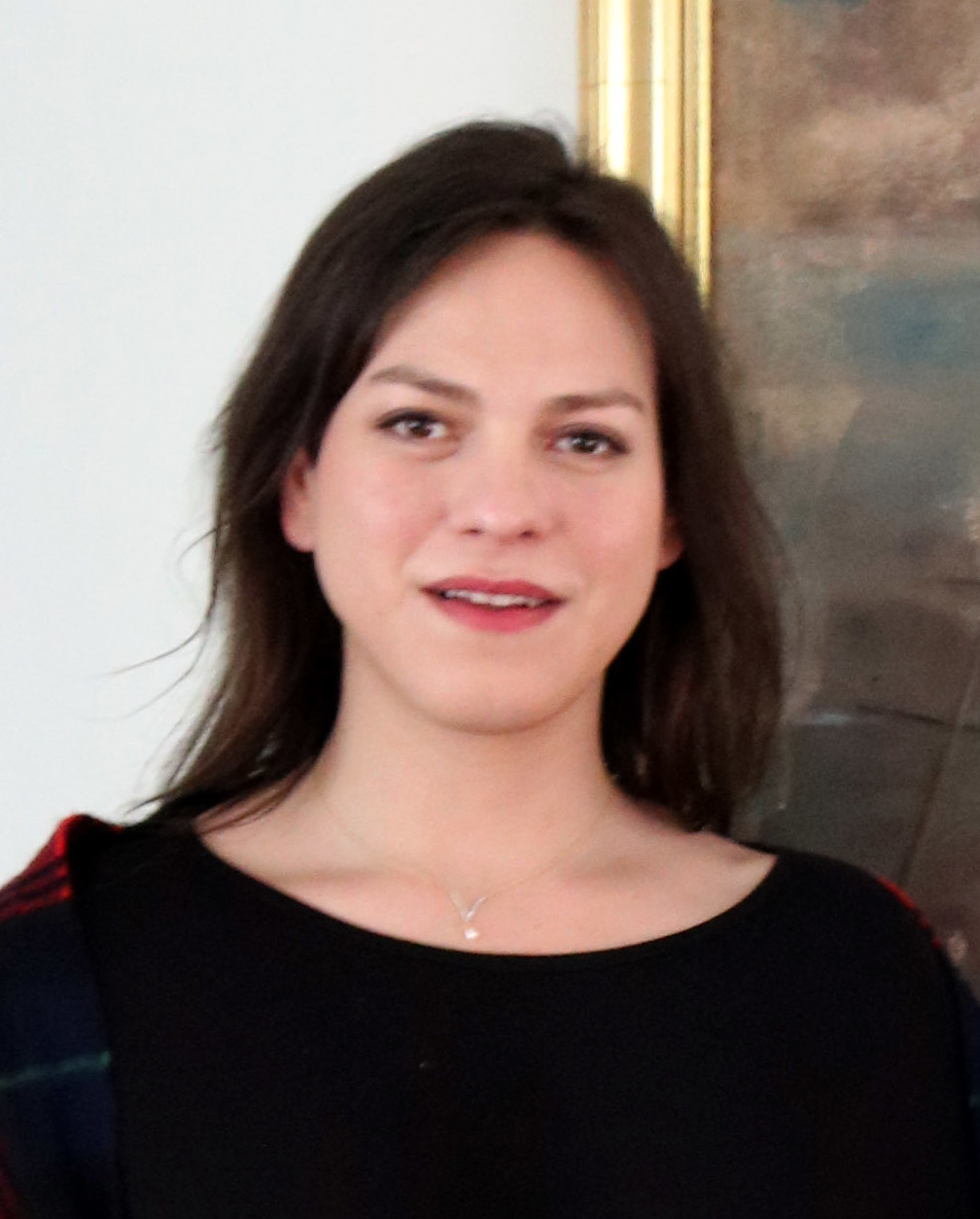
Daniela Vega a Tòquio a la preestrena de Una mujer fantástica en gener de 2018.

### Cinema
| Any  | Títol                           | Paper        | Notes                      | Ref(s)               |
| ---- | ------------------------------- | ------------ | -------------------------- | -------------------- |
| 2014 | La visita                       | Elena        | Debut cinematogràfic       | [ 23 ] [ 24 ]        |
| 2017 | Una mujer fantástica            | Marina Vidal |                            | [ 25 ] [ 26 ] [ 27 ] |
| 2018 | Un domingo de julio en Santiago | Pamela       |                            | [ 28 ] [ 29 ]        |
| 2019 | Es la noche el desamparo        | Gabriela     | Curtmetratge de ficció     | [ 30 ] [ 31 ]        |
| 2021 | Futura                          | Lucya        | Debut en el cinema europeu | [ 32 ]               |

### Televisió
| Any  | Títol                       | Paper              | Notes                        | Ref(s) |
| ---- | --------------------------- | ------------------ | ---------------------------- | ------ |
| 2019 | Tales of the City           | Ysela              | 3 episodis                   | [ 33 ] |
| 2020 | La Jauría                   | Elisa Murillo      | Elenc principal, 16 episodis | [ 34 ] |
| 2021 | The Power                   | Hermana María      | Elenc principal              |        |
| 2022 | Érase una vez... pero ya no | La Bruja / Enamora | Elenc principal, 6 episodis  |        |

## Premis i nominacions
| Any  | Premi                                                            | Categoria                                                | Pel·lícula           | Resultat   |
| ---- | ---------------------------------------------------------------- | -------------------------------------------------------- | -------------------- | ---------- |
| 2018 | Premis Platino                                                   | Platino a la millor interpretació femenina               | Una mujer fantástica | Guanyadora |
| 2018 | Premis Caleuche                                                  | Millor actriu protagonista en un llargmetratge de ficció | Una mujer fantástica | Guanyadora |
| 2018 | Festival Internacional de Cinema de Palm Springs                 | Millor actriu en pel·lícula estrangera                   | Una mujer fantástica | Guanyadora |
| 2017 | Festival Internacional del Nou Cinema Llatinoamericà de l'Havana | Millor actriu                                            | Una mujer fantástica | Guanyadora |
| 2017 | Premis Fénix                                                     | Millor actriu                                            | Una mujer fantástica | Guanyadora |
| 2017 | Festival de Cinema de Lima                                       | Premi del Jurat a Millor actriu                          | Una mujer fantástica | Guanyadora |
| 2015 | Encuentro de Cine Sudamericano de Marsella                       | Millor actriu                                            | La visita            | Guanyadora |